# Heinkel He 59
L'Heinkel He 59 era un idrovolante biplano bimotore multiruolo sviluppato dall'azienda tedesca Ernst Heinkel Flugzeugwerke AG negli anni trenta, usato dalla Luftwaffe principalmente nei ruoli di idrosilurante e come idroricognitore durante le prime fasi della seconda guerra mondiale.

## Storia del progetto
Nel 1930 Ernst Heinkel iniziò a sviluppare un velivolo per la marina tedesca. Per celare le vere intenzioni militari il velivolo fu ufficialmente un velivolo civile. Il prototipo 59b fu il primo a volare nel settembre del 1931 ma il 59a fu il prototipo che ha aperto la strada di produzione iniziale del 59B. L'Heinkel 59b risultò essere un velivolo piacevole da pilotare mentre i difetti più gravi si ritenne fossero imputabili alla scarsa potenza erogata dall'impianto motore, alla limitata capacità di carico ed al suo armamento (ritenuto insufficiente).
Nel 1930, nell'ambito della ricostituzione della macchina bellica nell'allora Repubblica di Weimar, Ernst Heinkel iniziò a sviluppare un nuovo velivolo con l'intenzione di proporlo alla Reichsmarine, l'allora marina militare tedesca. Per riuscire ad aggirare le limitazioni che ancora riguardavano l'aeronautica tedesca a seguito della sconfitta durante la prima guerra mondiale il nuovo velivolo venne presentato come un aereo ad uso civile.
Il velivolo era realizzato in tecnica mista. Le ali erano fatte di telai di legno a due fasce la cui parte anteriore è stata coperta da compensato e il resto dell'ala è stato coperto da tela. Le chiglie sono state usate come serbatoi di combustibile dal contenuto di 900 litri di combustibile l'uno e l'aereo poteva trasportare tre serbatoi di carburante per un totale di 2 700 litri.
Il primo prototipo ad essere portato in volo per la prima volta fu, nel settembre 1931 la versione terrestre He 59B.

## Impiego operativo

### Germania
Il primo impiego operativo del He 59 si ebbe durante la Guerra civile spagnola, utilizzati dai reparti della Legione Condor, una forza volontaria che appoggiava le forze franchiste. In quell'ambito un limitato numero di He 59 vennero impiegati nel 1936, nella ricognizione delle coste e come idrosiluranti.
Durante i primi mesi della seconda guerra mondiale, l'He 59 venne utilizzato, oltre come aerosilurante, anche come posamine raggiungendo i porti gestiti dalla Royal Navy e sganciando il proprio carico bellico all'imboccatura dei porti. Tra il 1940 e il 1941 venne utilizzato come un idroricognitore e nel periodo 1941-42 come aereo da trasporto, nelle missioni di ricerca e salvataggio in mare, e come addestratori. Le versioni da addestramento rimasero in servizio leggermente più a lungo rispetto alle versioni operative, ma tutti gli He 59 risultano essere stati ritirati o distrutti dal 1944.

### Finlandia
La Suomen ilmavoimat, l'aeronautica militare finlandese, affittò quattro esemplari dalla Germania nel mese di agosto 1943. Questi sono stati utilizzati per trasportare pattuglie di ricognizione a lungo raggio dietro le linee nemiche. Essi sono stati restituiti in Germania quattro mesi più tardi.

### Operazioni
Nei primi mesi della Seconda Guerra mondiale, l'He 59 è stato usato come "posa mine" e idrosilurante . Tra il 1940 e il 1941 è stato usato come ricognitore e come aereo da trasporto tra il 1942 e il 1943. La maggior parte degli aerei destinati all'addestramento sopravvissero ai bombardamenti alleati e soprattutto alla loro "vecchiaia", infatti tutti i modelli idrosiluranti e ricognitori vennero distrutti dagli stessi tedeschi nel 1944.

## Versioni

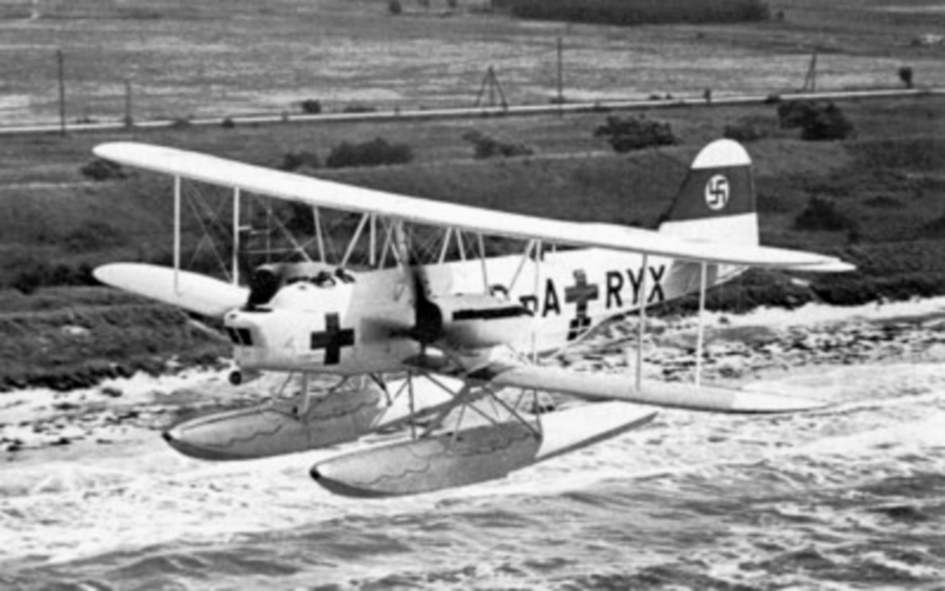
Un Heinkel He 59 in configurazione SAR nel 1940

He 59a
primo prototipo.
He 59b
secondo prototipo.
He 59A
14 esemplari destinati a test di valutazione.
He 59B-1
versione di preserie, prodotta in 16 esemplari.
He 59B-2
versione migliorata.
He 59B-3
versione da ricognizione.
He 59C-1
versione da addestramento non armata.
He 59C-2
versione da ricognizione terrestre e da pattugliamento marittimo.
He 59D-1
versione da ricerca e salvataggio.
He 59E-1
versione da addestramento aerosilurante.
He 59E-2
versione da addestramento alla ricognizione.
He 59N
versione da addestramento alla navigazione aerea, conversione della versione He 59D-1.

## Utilizzatori
Finlandia
- Suomen ilmavoimat

 Germania
- Luftwaffe
  - Legione Condor

 Spagna
- Aviación Nacional